# Liste der Bodendenkmäler in Wackersdorf
Auf dieser Seite sind die Bodendenkmäler in der Oberpfälzer Gemeinde Wackersdorf zusammengestellt. Diese Tabelle ist eine Teilliste der Liste der Bodendenkmäler in Bayern. Grundlage ist die Bayerische Denkmalliste, die auf Basis des Bayerischen Denkmalschutzgesetzes vom 1. Oktober 1973 erstmals erstellt wurde und seither durch das Bayerische Landesamt für Denkmalpflege geführt wird. Die folgenden Angaben ersetzen nicht die rechtsverbindliche Auskunft der Denkmalschutzbehörde.

## Bodendenkmäler der Gemeinde Wackersdorf

### Bodendenkmäler in der Gemarkung Alberndorf
| Lage                  | Objekt | Akten-Nr.     | Bild |
| --------------------- | --- | ------------- | ---- |
| Alberndorf (Standort) | Mesolithische Freilandstation, Siedlungen vorgeschichtlicher Zeitstellung und des Frühmittelalters.                                                | D-3-6638-0053 |      |
| Alberndorf (Standort) | Siedlungen der Bronzezeit, der Urnenfelderzeit und der Spätlatènezeit.                                                                             | D-3-6638-0054 |      |
| Alberndorf (Standort) | Vorgeschichtliche Siedlung. | D-3-6638-0100 |      |
| Alberndorf (Standort) | Siedlungen der Urnenfelderzeit, der Spätlatènezeit und des Frühmittelalters.                                                                       | D-3-6638-0194 |      |
| Alberndorf (Standort) | Spätpaläolithische und mesolithische Freilandstation, Siedlungen der Frühbronzezeit, der Spätbronze- und Urnenfelderzeit sowie der Spätlatènezeit. | D-3-6639-0114 |      |

### Bodendenkmäler in der Gemarkung Kronstetten
| Lage                   | Objekt | Akten-Nr.     | Bild |
| ---------------------- | --- | ------------- | ---- |
| Kronstetten (Standort) | Spätpaläolithische und mesolithische Freilandstation, Siedlungen der Bronzezeit, der Urnenfelderzeit und der Späthallstatt-/Frühlatènezeit. | D-3-6638-0044 |      |
| Kronstetten (Standort) | Siedlungen der Urnenfelderzeit und des Frühmittelalters.                                                                                    | D-3-6638-0193 |      |

### Bodendenkmäler in der Gemarkung Rauberweiherhaus
| Lage                        | Objekt                                     | Akten-Nr.     | Bild |
| --------------------------- | ------------------------------------------ | ------------- | ---- |
| Rauberweiherhaus (Standort) | Frühneuzeitliche Wüstung Rauberweiherhaus. | D-3-6638-0163 |      |

### Bodendenkmäler in der Gemarkung Wackersdorf
| Lage                   | Objekt                                                     | Akten-Nr.     | Bild |
| ---------------------- | ---------------------------------------------------------- | ------------- | ---- |
| Wackersdorf (Standort) | Mesolithische Freilandstation.                             | D-3-6639-0091 |      |
| Wackersdorf (Standort) | Mesolithische Freilandstation, vorgeschichtliche Siedlung. | D-3-6639-0094 |      |
| Wackersdorf (Standort) | Mesolithische Freilandstation.                             | D-3-6739-0063 |      |